# Мурадым (Кугарчинский район)
Мурадым (баш. Мораҙым) — деревня в Кугарчинском районе Республики Башкортостан Российской Федерации. Входит в состав Юлдыбаевского сельсовета.

## География
Расстояние до:
- районного центра (Мраково): 27 км,
- центра сельсовета (Юлдыбай): 12 км,
- ближайшей ж/д станции (Мелеуз): 94 км.

## История
10 сентября 2007 года постановлением Правительства Российской Федерации деревня 3-е Юлдыбаево переименовано в Мурадым.

## Население
| 2002 | 2009 | 2010 |
| ---- | ---- | ---- |
| 180  | ↘166 | ↘165 |